# 古英語

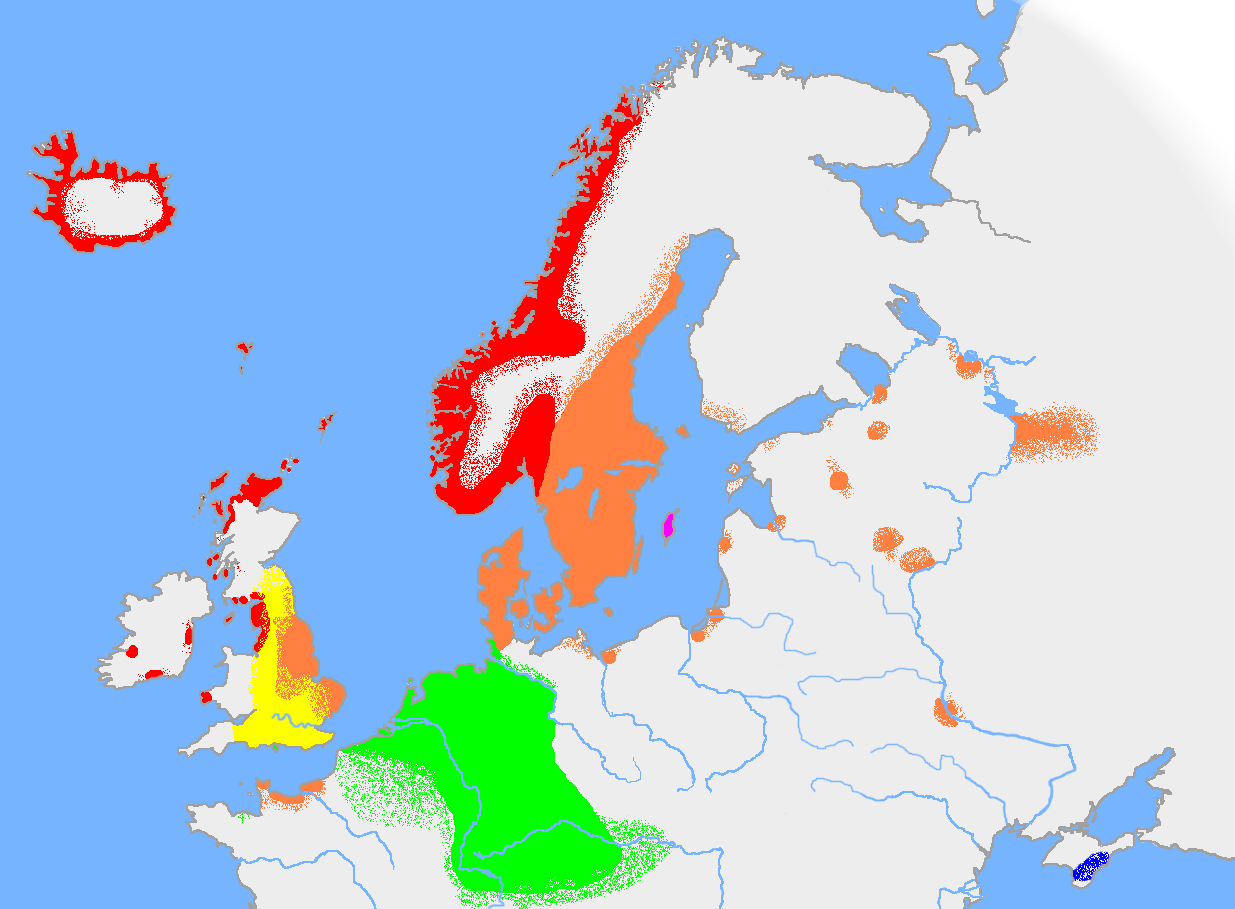
10世紀初頭における、古ノルド語および近縁の言語が話されていた地域の概略図。
古西ノルド語
古東ノルド語
古ゴトランド語
クリミアゴート語
古英語
その他のゲルマン諸語のうち、古ノルド語との相互理解可能性を保っているもの

古英語（こえいご、古期英語（こきえいご）、古英語: Englisce sprǣc、英: Old English）または、アングロ・サクソン語（あんぐろ・さくそんご、古英語: Engle-Seaxisce sprǣc、英: Anglo-Saxon）は、450年頃から1150年頃までイングランドで使われた、インド・ヨーロッパ語族のゲルマン語派に属し、現代英語とスコットランド語の祖語にあたる言語である。
言語学者によっては西ゲルマン語群に分類する。現在のドイツ語の古語に当たる古ドイツ語のうち、古フランク語および古ザクセン語などの「古低ドイツ語」とは近縁にある。辞書などではしばしば OE と略記する（なお、英和辞典などで〈古〉と書かれるのは「古語」で、基本的に無関係である）。現在は死語と化している。
ヴァイキングによりイングランドに古ノルド語が持ち込まれ、古英語に影響を与えた。他のゲルマン諸語と古ノルド語はまだ相互理解可能であった。古英語は均一の言語ではなく、方言があり、時期によっても異なる。ゲルマン人の一派であるアングル人とサクソン人の言葉が、グレートブリテン島移住に伴い、イングランド（アングル人の地）へ持ち込まれたことに始まり、後にイングランドに来襲したデーン人の言語であるデーン語（古ノルド語の一種）などの要素も入り込んだ。
古英語に対して、古英語以降15世紀後半頃までの英語を中英語、17世紀頃までを初期近代英語それ以降を現代英語と言う。古英語の使われた時期を確定することは困難である。おそらく4世紀半ばにはグレートブリテン島での古英語の使用は始まっていた。古英語と中英語の境として、ウィリアム1世によってノルマン・フランス語の語彙が大幅に流入した1066年のノルマン・コンクエストを採用することが多い。しかしこのことはこの時期以降、古英語が使われなくなったことを意味しない。

## 方言
ノーサンブリア方言、マーシア方言、ケント方言、ウェセックス方言の4方言に大別される。これらは当時の王国であるノーサンブリア王国、ケント王国、マーシア王国、ウェセックス王国の境界に対応するが、このうちノーサンブリア王国とケント王国は9世紀にヴァイキングの侵略により衰えた。マーシア王国も侵略を受けたが、一部は防衛に成功し、ウェセックス王国に編入された。ノーサンブリア王国とマーシア王国はアングル人の王国、ケント王国はジュート人の王国、ウェセックス王国はサクソン人の王国とされる。
ウェセックス王国では878年にデーンロー地方以外のアングロ・サクソン人のイングランドを統一したアルフレッド大王のもと、聖書の翻訳や過去の伝承や史実の蒐集が盛んに行われた。アルフレッド大王自らもラテン語を解し、翻訳に従事したと思われる。ウェセックス方言は9世紀末には古英語の標準語となり、また今日残る古英語資料の大半を占めている。このため現代の研究にとって、ウェセックス方言の占める割合は大きい。

## 発音
母音には、短母音・長母音・二重母音があり、長短を区別する。現在出版する書籍では、長母音字の上に長音記号（マクロン）を書いて、短母音と区別する。古英語においては y は母音字である。
子音は、現代英語の子音に加えて、ð/þ（文字の名称はエズ（eth）とソーン（thorn）。表す音は[ð]と[θ]）および ƿ（ウィン, wynn） [w]が用いられる。また、現在の出版では c, gと ċ, ġを区別する場合がある。

### アルファベットと発音
| アルファベット | 発音 |
| -------------- | --- |
| a              | [ɑ] 舌が後ろよりのア、当時の表記ではaとoがときおり混同した。 |
| ā              | [ɑː] 上記 a の長音 |
| æ              | [æ] |
| ǣ              | [æː] 上記 æ の長音 |
| b              | [b] |
| c              | [tʃ] あるいは [k] と発音する。現代の表記では [tʃ] の音を表すときに上にドットをつけて ċ とすることもある。                                                                       |
| cg             | [dʒ] |
| d              | [d] |
| ð/þ            | [θ] 有声音の間に挟まれたときは [ð] と発音する。二者は別の字だが区別なく使われる。                                                                                               |
| e              | [e] |
| ē              | [eː] 上記 e の長音 |
| ea             | [æɑ] 後母音の前の c, g, sc が[tʃ], [j], [ʃ]と発音されるのを表す e と混同しないように注意。                                                                                      |
| ēa             | [æːɑ] 上記 ea の長音 |
| eo             | [eo] ea に同じ |
| ēo             | [eːo] 上記 eo の長音 |
| f              | [f] 有声音の間に挟まれたときは [v] と発音する。 |
| g              | [g] 異音に[ɣ], [j], [dʒ] がある。[j] と [dʒ] の音を表すときに上にドットをつけて ġ とすることがある。またアイルランドに由来する ȝ の字体（yogh、音は同じ）が使われることがある。 |
| h              | [h] [ç, x]の異音がある。 |
| i              | [i] |
| ī              | [iː] 上記 i の長音 |
| ie             | [ie] |
| īe             | [iːe] 上記 ie の長音 |
| k              | [k] あまり使われない |
| l              | [l] |
| m              | [m] |
| n              | [n] 後ろに g が来て Template:-ng となったときは [ŋg] と発音する。 |
| o              | [o] |
| ō              | [oː] 上記 o の長音 |
| oe             | [ø] 合字の œ も使われる |
| ōe             | [øː] 同上 |
| p              | [p] |
| q              | [k] 直後に来る u と一組で [kw] の音を表すがあまり使われない。 古英語では cƿ あるいは cw と書く。                                                                                |
| r              | [r] 詳しい音価は確定していないが現代の英語と同じ [ɹ] か、ふるえ音の [r] とされる。                                                                                              |
| s              | [s] 有声音に挟まれたときは [z] と発音する。 |
| sc             | [ʃ] 異音に [sk] がある。 |
| t              | [t] |
| u              | [u] |
| ū              | [uː] 上記 u の長音 |
| ƿ              | [w] 現代の表記では代わりに w を用いる。 |
| x              | [ks] [xs ~ çs] と発音されたという説もある |
| y              | [y] |
| ȳ              | [yː] 上記 y の長音 |
| z              | [ts] まれに ts と音が並んだときに使われる（bezt と betst、ともに [betst] と発音する。意味は best）。                                                                            |

二重子音の ðð/þþ、ff、ss は有声音に挟まれても有声音にならない。

## 音韻

### 子音
|        | 両唇音 | 唇歯音    | 歯音        | 歯茎音    | 後部歯茎音 | 硬口蓋音 | 軟口蓋音      | 声門音 |
| ------ | ------ | --------- | ----------- | --------- | ---------- | -------- | ------------- | ------ |
| 閉鎖音 | [p b]  |           |             | [t d]     |            |          | [k g]         |        |
| 破擦音 |        |           | [tʃ （dʒ）] |           |            |          |               |        |
| 鼻音   | [m]    | [n]       |             | [（ŋ）]   |            |          |               |        |
| 摩擦音 |        | [f （v）] | [θ （ð）]   | [s （z）] | [ʃ]        | [（ç）]  | [（x） （ɣ）] | [h]    |
| 接近音 |        |           |             | [r]       |            | [j]      | [w]           |        |
| 側音   | [l]    |           |             |           |            |          |               |        |

括弧内で示されるのは異音である。
- [dʒ]は[j]の異音で、[n]の後ろあるいは子音重複となったとき起こる。
- [ŋ]は[n]の異音で、[k]と[g] の前で起こる。
- [v, ð, z]は無声音[f, θ, s]が有声化したもので、母音あるいは有声子音に挟まれたとき起こる。
- [ç, x]は[h]の異音で、前者は前舌母音、後者は後舌母音の後ろでそれぞれ起こるが音節の末尾であることが条件である。
- [ɣ]は[g]の異音で、母音の後ろで起こる。

### 母音
| 単母音   | 短母音    | 短母音 | 長母音      | 長母音 |
| 単母音   | 前母音    | 後母音 | 前母音      | 後母音 |
| -------- | --------- | ------ | ----------- | ------ |
| 閉母音   | [i y]     | [u]    | [iː yː]     | [uː]   |
| 中央母音 | [e （ø）] | [o]    | [eː （øː）] | [oː]   |
| 開母音   | [æ]       | [ɑ]    | [æː]        | [ɑː]   |

| 二重母音       | 短音（1モーラ） | 長音（2モーラ） |
| -------------- | --------------- | --------------- |
| 第一単音が閉音 | [iy]            | [iːy]           |
| 両単音とも中音 | [eo]            | [eːo]           |
| 両単音とも開音 | [æɑ]            | [æːɑ]           |

## 文法
他のインド・ヨーロッパ語族の言語と同様、屈折語である。
名詞は、性・数の区別を持つ。性は男性・中性・女性の3種、数は単数と複数の2種。双数を持たないことは他のゲルマン諸語に同じである。格は主格（主語を作る他呼びかけに用いる）・属格（所有・起原などを表す）・与格（間接目的語）・対格（直接目的語）の4種。名詞は屈折語尾により強変化名詞と弱変化名詞とに分類される。
代名詞の性・数・格も名詞と同様に変化する。ただし一人称と二人称では双数が用いられる。形容詞も同様。
動詞は人称と数に支配される。一般に主語の省略はしない。法・相・時制に従い屈折する。動詞には、幹母音の交替を示す強変化動詞と、幹母音を変えない弱変化動詞がある。強変化動詞は、常用される動詞に多く、現代英語の不規則動詞はほとんどがこれに由来する。完了形はまだなかった。

## 主な言語資料
『ベーオウルフ』（Beowulf）
作者不詳の英雄叙事詩。頭韻法が用いられており、もともとは口承文学であったとされる。詳細は該当項目を参照。
『ユリアナ』（Juliana）
宗教詩人キネウルフ（Cynnewulf）作の宗教詩。4世紀の初め頃を舞台とし、ユリアナという名の女性の殉教を描く。
『アングロサクソン年代記』（The Anglo-Saxon Chronicle）
アルフレッド大王の命により、イングランドの歴史を、1世紀頃のローマ帝国の襲来から1154年まで叙述した歴史書。散文体で書かれている。各地の修道院で編纂が行われたとされている。
『哲学の慰め』（De Consolatione Philosophae）
ローマ帝国の哲学者、ボエティウスの哲学書を、アルフレッド大王がラテン語から古英語に翻訳した。散文訳と、頭韻法を用いた韻文訳が存在する。
『九つの薬草の呪文』（The Nine Herbs Charm／Nigon Wyrta Galdor）
10世紀に書かれた治療用の呪文。キリスト教の影響を受けているが、元々は多神教信仰に由来する呪文だったと考えられている。

## 参考書籍
- Peter S. Baker, Introduction to Old English, Oxford 2003, ISBN 0-631-23454-3.
- A. Campbell, Old English Grammar, Oxford 1959.
- Fausto Cercignani, The Development of */k/ and */sk/ in Old English, Journal of English and Germanic Philology 82 (1983), 313–323.
- J. R. Clark Hall and H. D. Merritt, A Concise Anglo-Saxon Dictionary, Cambridge 1969.
- Charles F. Hockett, The stressed syllabics of Old English, Language 35 (1959), 575–597.
- Sherman M. Kuhn, On the Syllabic Phonemes of Old English, Language 37 (1961), 522–538.
- Roger Lass, Old English: A historical linguistic companion, Cambridge 1994, ISBN 0-521-43087-9.
- Bruce Mitchell and Fred C. Robinson, A Guide to Old English, Oxford 2001, ISBN 0-631-22636-2.